# Géotherme
 (septembre 2021).
En sciences de la Terre, un géotherme est la relation le long d'un profil vertical en un lieu, qui relie la température mesurée à la profondeur de la Terre. En sub-surface, les variations temporelles (journalières, saisonnières, climatiques) rendent cette relation dépendante aussi du temps. À l'échelle des profondeurs explorées par l'Homme, ils ont tout d'abord été concrètement, physiologiquement, « expérimentés » par des générations de mineurs de fond. Sur ces échelles là, ils sont aujourd'hui bien mesurés. Au-delà des profondeurs accessibles à la mesure, typiquement de quelques centaines de mètres à quelques kilomètres, c'est par modélisation géophysique que cette relation est estimée.
Le flux géothermique est la quantité de chaleur provenant des profondeurs de la Terre et qui traverse une surface en un temps donné. 

## Interprétations
Le géotherme s'interprète généralement, du fait entre autres des lois de la physique, via le gradient de température, à une profondeur donnée, ou moyenné entre la surface et une certaine profondeur.
Du fait de la relation univoque (régionalement) entre profondeur et pression, sur les échelles de profondeur au-delà de quelques kilomètres, le géotherme traduit les conditions de pression et température dans lesquels les géomatériaux (les roches) se trouvent. Quand ces conditions sont stables sur des échelles de temps géologiques (typiquement supérieures à quelques Ma à dizaines de Ma), les transformations qui se produisent (métamorphisme, métasomatisme, éventuellement magmatisme) produisent des assemblages minéralogiques à l'équilibre sur le plan thermodynamique.
Rapportés à l'affleurement par le jeu éventuel des surrections tectoniques et de l'érosion de surface, ou lors d'épisodes de magmatisme sous forme de nodules arrachés puis transportés, ces assemblages sont des témoins précieux, plus ou moins anciens des conditions en profondeur. Leurs études, combinées notamment à celles en géologie structurale, tectonique/géodynamique, géophysique, etc. ont permis d'observer qu'il existe schématiquement quelques géothermes archétypes, de les régionaliser, et de montrer les relations entre ces géothermes et en premier lieu, les environnements géodynamiques, en second lieu l'histoire géologique locale et régionale, et en dernier lieu les types de géomatériaux et l'architecture spatiale des diverses unités. Ainsi, au premier ordre, on distingue régionalement et jusqu'à une profondeur de l'ordre de 150 à 200 km, un géotherme continental d'un géotherme océanique.
Les différents géothermes observés ou déduits d'observations indirectes trouvent, par le biais des modélisations physico-thermo-mécaniques, une cohérence explicative. Ils contraignent en retour les modèles rhéologiques utilisés (variations dans l'hétérogénéité des roches, apports radiatifs, production thermique par radioactivité ou par effet de chaleur latente lors des changements de phase, prise en compte de la diffusion-advection, et à l'échelle du globe, de la convection, etc.).
Finalement, les géothermes résument et typifient les relations géologiques dans la verticalité. Ils sont de fait utilisés dans de nombreuses disciplines, de la géophysique à la pétrographie, de l'histoire de la surface terrestre à l'évolution du noyau terrestre, etc. etc.
L'accroissement de la température en fonction de la profondeur est appelé selon les auteurs gradient géothermal ou gradient géothermique. C'est, sur le plan mathématique, la dérivée de la fonction qui donne la température en fonction de la profondeur. Physiquement, l'équation de la chaleur, qui relie la variation spatiale de la température et la variation temporelle de la quantité de chaleur disponible, donne un rôle prépondérant à ce gradient, car c'est lui qui, pour ce qui constitue la part diffusive du transport de la chaleur, pilote ce transport : c'est la loi de Fourier. Un facteur important dans cette relation est la diffusivité thermique ; bien que relativement à d'autres causes de variation dans cette équation, car peu différente entre les divers matériaux terrestres, elle peut jouer localement et à relativement petite échelle un rôle substantiel (c'est notamment le cas en présence d'eau). Dans cette équation de la chaleur, interviennent toutefois comme termes additionnels, les sources de production de chaleur que sont la radioactivité naturelle présente dans tous les matériaux (via principalement les concentrations en potassium, uranium et thorium), et les éventuels changements de phase, généralement localisés, et, selon la transformation, producteurs ou consommateurs de chaleur latente. Enfin, un terme dynamique intervient qui est dominant dans le cas du manteau, c'est le transport de la chaleur avec la matière elle-même, ce qu'on appelle le phénomène d'advection, et qui se nomme convection dans le cas d'un regard global sur l'ensemble de l'unité considérée, tel par exemple : l'enveloppe liquide du noyau terrestre (sur des échelles de temps allant de quelques dizaines d'années pour expliquer les variations rapides du champ géomagnétique au million d'années pour les inversions de polarité de ce champ, aux éons, milliards d'années, pour sa genèse et son évolution globale), le manteau supérieur terrestre (sur des échelles de temps de l'ordre de quelques centaines de millions d'années), le manteau terrestre globalement (ordre des milliards d'années) — le phénomène se retrouve aussi à plus petites échelles, et sur d'autres systèmes : citons les réservoirs magmatiques, les systèmes hydrothermaux, les lacs de cratère, les mers et océans, l'atmosphère.
Le gradient géothermique vaut, dans la croûte continentale terrestre, c'est-à-dire jusqu'à des profondeurs de quelques dizaines de kilomètres en zone continentale, en moyenne de l'ordre de 3,3 °C par 100 mètres, 33 °C/km. La mesure de cette donnée permet d'estimer le flux géothermique (ou de chaleur ou d'énergie thermique) à travers la surface des continents, de l'ordre de 87 mW/m2. Ces valeurs peuvent être nettement supérieures dans les zones géologiquement instables du globe (typiquement les zones orogéniques, les régions proches des marges continentales et dans les zones d'extension intracontinentale), de même que varier de façon importante sur des échelles latéralement petites au sein des zones continentales stables (par ex. le long de grandes failles, dans des zones volcaniques relativement ponctuelles). Ainsi le gradient géothermal est en moyenne de 4 °C/100 m en France, et varie de 10 °C/100 m dans le nord de l'Alsace (lié à la formation du fossé rhénan, zone témoin d'une extension géologiquement récente) à seulement 2 °C/100 m au pied des Pyrénées (expliquée par un surépaississement crustal et notamment sédimentaire lié à la collision pyrénéenne[réf. nécessaire]).

## Les autres corps du Système solaire
Seulement trois autres corps du Système solaire ont été, en date de 2020, la cible d'une mesure de flux géothermique (le  préfixe "géo" étant choisi par extension pour désigner les mesures et grandeurs globales pour un corps planétaire, astéroïdal ou cométaire). Il s'agit de :
- la Lune, notamment lors des missions Apollo 15 et Apollo 17 de la NASA ;
- la comète 67P/Tchourioumov-Guérassimenko avec l'instrument MUPUS sur l'atterrisseur Philae de la mission Rosetta ;
- et la planète Mars, avec l'instrument HP3 sur la mission européano-américaine InSight (à la date d'août 2020, le pénétrateur d'HP3 n'a malheureusement pas réussi à descendre au sein du régolithe martien).